# アイザック・ドイッチャー
アイザック・ドイッチャー（Isaac Deutscher、1907年4月3日 - 1967年8月19日）は、イギリスのマルクス主義歴史学者、ジャーナリスト、政治活動家。ポーランド系ユダヤ人。
ソ連問題評論家としてレフ・トロツキー及びヨシフ・スターリンの伝記を著したことでも知られ、特にトロツキー伝三部作はイギリスの新左翼の間で高い評価を受けた。

## 生い立ち

### ポーランド時代
1907年4月3日、当時オーストリア＝ハンガリー帝国領であったポーランド・ガリツィア地域の敬虔なユダヤ教徒の家庭に生まれる。少年時代よりレベの下に学び、トーラー及びタルムードの学究に関しては常ならぬ能力を発揮した。しかし成年を迎える頃になるとユダヤ教に対する忠誠心も薄れ、ヨム・キプルの日に聖人の墓場で非カシュルート食品を口にするなど不敬千万な生活を送ったという。またこうした行為に及んでも罰が当たらないことを知るや、次第に無神論者となってゆく。
こうした中、クラシンスキやマリア・コノプニツカを愛読し詩人に憧れ16歳にして初の詩集をポーランド語で発刊。詩の題材は専らユダヤ教やポーランドの神秘主義並びに歴史や神話に充てられ、ポーランドとイディッシュ文化との橋渡しに努める。この他ヘブライ、ラテン、ドイツそしてイディッシュの各語の詩をポーランド語に翻訳するなどした。クラクフのヤギェウォ大学にて学外生として文学、歴史及び哲学を履修した後、18歳の時に同地からワルシャワへ移り哲学と経済学を学びマルクス主義者となる。
1927年頃、当時非合法のポーランド共産党に入党し、党の地下出版物の編集作業に当たる。1931年には第一次五ヶ年計画の最中にあったソ連を訪問、経済状況などを視察する。ソ連ではモスクワ大学とミンスク大学で教授就任の申し出が上がるがこれを辞退し、ポーランドに戻り地下活動を行うこととなる。その後共産党内で反スターリン主義グループを共同で立ち上げると、ナチズムと社会民主主義とが「正反対ではなく相似である」とする党の方針（社会ファシズム論）に異議を唱える。これは、社会民主主義者を共産党の不倶戴天の敵と見なした、当時のコミンテルンの公式見解と相反するものであった。1933年に論説「ヨーロッパを覆う蛮行の危険」を発表。その中でナチズムに抗すべく人民戦線の結成を呼び掛けるも、「ナチズムの危険性を誇張し、共産主義者の団結に混乱を来たした」ことを理由に党から除名処分が下る。

### イギリス時代（1939年 - 1947年）
1939年4月、家族を残してポーランドを離れロンドンに渡る。以後二度と故国に戻ることはなかったが、ロンドンではポーランド系ユダヤ人向けの新聞社で記者を務めたほか、しばらくの間トロツキスト系の革命的労働者同盟にも参加した。1939年9月にドイツがポーランドへ侵攻し新聞社も運営に行き詰ると、独学で英語を会得し英字誌で執筆を開始する。エコノミストの常連寄稿者となったのもこの頃のことである。
1940年にはスコットランドでポーランド軍に入隊するが、破壊活動分子として捕虜生活を余儀なくされる。1942年に釈放されると再びエコノミストに戻り、ソ連や軍事問題の専門家としてヨーロッパ主任特派員に就任。オブザーバー紙にも特派員として寄稿を行った。しかし、戦後は1946年から翌年にかけて、数冊の著書を出したのを最後にジャーナリズムから離れる。

### 伝記作家と学究生活（1948年 - 1967年）
1949年に処女作「スターリン」を発表。この作品でソ連問題及びロシア革命研究の第一人者となったが、その後『武装せる予言者』（1954年）、『武力なき予言者』（1954年）そして『追放された予言者』（1954年）のトロツキー伝三部作を完成させる。本三部作はハーバード大学・トロツキー文書館での詳細な調査に基づき完成を見たが、このうち第三巻に収録されている内容の殆どは、トロツキーの妻ナターリア・セドーヴァが封印を解くまで未公開とされてきたものばかりである。イギリス前首相のトニー・ブレアは2006年、「生涯で最も感銘を受けた書物」としてトロツキー伝三部作を挙げている。
トロツキーに続きレーニンで一連の研究を締める予定であったが、肝心の「レーニン伝」は大学に職を得られなかったショックもあり執筆のモチベーションが上がらず未完に終わる。1960年代にはベトナム戦争に対する反戦気運が高まると、英米両国の大学において教祖的存在にまでまつり上げられる。彼のトロツキズムがマルクス主義ヒューマニズムを帯び始めたのはこの時期である。1965年カリフォルニア大学バークレー校にて初の学内討論会に参加、大勢の学生を前に冷戦批判をぶった。1966年から翌年にかけてケンブリッジ大学でトレヴェリアンについての講義を行い、ニューヨーク州立大学でも6週間にわたり教鞭を執った。1967年春にはニューヨーク大学やプリンストン大学、ハーバード大学のほかコロンビア大学でも客員教授を務めた。「未完の革命」と題したトレヴェリアンについての連続講義の内容は、1967年にローマで急死した直後に出版された。

## ユダヤ主義及びシオニズムとの関係
「非ユダヤ的ユダヤ人」を自称したことからも分かるように、無神論者かつ終生社会主義者であったにもかかわらず、ユダヤ教の遺産という重要性を強調し続けた。しかし「非ユダヤ系ユダヤ人」であるが故、ワルシャワ時代共産党に入党することはあっても、「イディッシズム」を嫌いユダヤ系の労働組合には見向きもしなかった。
彼にとって「ユダヤ人」の定義とは、あくまで宗教でもナショナリズムでもなく「迫害を受けた者と無条件に連帯」し「ユダヤの歴史の息吹を感じる」者であるとした。こうした事情から第2次世界大戦前は反シオニズムの急先鋒であったものの、ホロコースト以後は戦前の態度を悔い改め、生き残ったユダヤ人によるイスラエル建国を「歴史的必然」と見なした。ただし、1960年代にはパレスチナ難民問題を機に再びイスラエル批判に転じ、1967年の第三次中東戦争以後は占領地からの撤退を主張するようになる。

## 主な日本語訳
- 山西英一訳『ロシア　マレンコフ以後 その歴史的背景と展望』（光文社、1953年）
- 山路健訳『スターリン―政治的評伝』（上・下、文藝春秋新社、1953 - 1954年）
- 町野武、渡辺敏訳『変貌するソヴェト』（みすず書房「現代史双書」、1958年）
- 山西英一訳『大いなる競争　ソ連と西側』（岩波新書、1961年）
- 上原和夫訳『スターリン』（みすず書房 全2巻、1963 - 1964年、新版・全1巻、1984年）
- 山西英一訳『追放された予言者・トロツキー』（新潮社、1964年）、改訂版・新評論 3冊組、1992年
- 田中西二郎、橋本福夫、山西英一訳『武装せる予言者・トロッキー』（新潮社、1964年）
- 田中西二郎、橋本福夫、山西英一訳『武力なき予言者・トロツキー』（新潮社、1964年）
- 山西英一訳『毛沢東主義』（新潮社、1965年、再版1976年）
- 山西英一訳『ロシア革命五十年 未完の革命』（岩波新書、1967年、新版1987年ほか）
- 山西英一訳『トロツキー　永久革命の時代　トロツキー・アンソロジー』（河出書房新社、1968年）
- 鈴木一郎訳『非ユダヤ的ユダヤ人』（岩波新書、1970年、新版1989年ほか）
- 山西英一、鬼塚豊吉訳『レーニン伝への序章ほか－遺稿集』（岩波書店、1972年）
- 山西英一訳『現代の共産主義　歴史の逆説』（番町書房、1974年）
- 山西英一訳『ロシア・中国・西側　スターリンの死から文化大革命まで』（TBSブリタニカ、1978年3月）
- 大島かおり、菊地昌典訳『大粛清・スターリン神話』（TBSブリタニカ、1985年4月）